# Natalena Korolewa

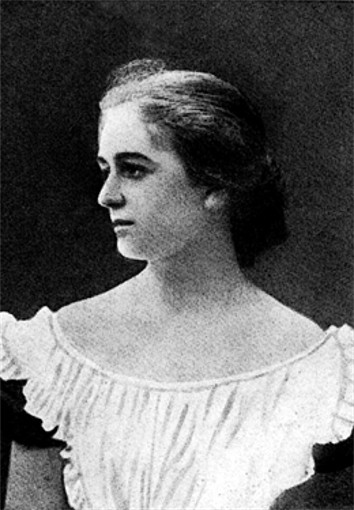
Natalena Korolewa (1905)

Natalena Andrianiwna Korolewa (ukrainisch Наталена Андріанівна Королева, russisch Наталена Андриановна Королёва Natalena Andrianowna Koroljowa; * 3. März 1888 in Castrillo del Val, Kastilien und León, Spanien; † 1. Juli 1966 in Mělník, Tschechoslowakei) war eine ukrainische Schriftstellerin, Theaterschauspielerin, Opernsängerin und Kunstkritikerin ukrainisch-spanisch-polnisch-litauischer Abstammung.

## Leben
Natalena Korolewa kam im Kloster San Pedro de Cardeña (⊙) in Castrillo del Val bei Burgos als Carmen-Alphonse-Fernanda-Estrella-Natalia Dunin-Borkowski zur Welt.
Ihr Vater war Andrzej Jerzy Dunin-Borkowski, ein polnischer Graf und akademisch gebildeter Archäologe, der vorwiegend in Frankreich lebte. Ihre Mutter Marie-Clara de Castro Lachard entstammte der alten spanischen Familie de Lachard. Da ihre Mutter bei ihrer Geburt starb, verbrachte sie ihre ersten fünf Lebensjahre bei ihrer Großmutter Theophilia Dunina aus der litauisch-ukrainischen Adelsfamilie Domontowytsch (Домонтовичі) im Dorf Welyki Borky (Великі Борки) im Gouvernement Wolhynien des Russischen Reiches. Nachdem ihre Großmutter verstorben war, brachte sie ihr Onkel Eugenio, der Bruder ihrer verstorbenen Mutter, ein spanischer Gardeoffizier, zurück nach Spanien. Die folgenden zwölf Jahre verbrachte sie im Kloster Notre-Dame de Sion in den französischen Pyrenäen, wo sie eine Ausbildung in Sprachen, Philosophie, Geschichte, Archäologie, Medizin, Musik und Gesang erhielt. Bei ihren spanischen Verwandten, die sie oft besuchte, lernte sie Reiten, Fechten und Schießen.
Ihr Vater heiratete zwischenzeitlich eine tschechische Adelige und zog mit seiner Frau nach Kiew, wohin die inzwischen 17-jährige Natalena im Herbst 1904 nachkam, um ihre Ausbildung fortzusetzen. Sie beherrschte bereits Spanisch, Französisch, Latein, Italienisch, Arabisch und durch ihre Kindheit in Wolhynien ein wenig Ukrainisch und Polnisch. Nachdem sie auch die russische Sprache erlernt hatte, besuchte sie das Kiewer Institut für höhere Töchter, wo sie bei Mykola Lyssenko Musikunterricht erhielt und das sie zwei Jahre später abschloss. Anschließend entzog sie sich einer von ihren Eltern arrangierten Ehe, indem sie zum Studium nach Sankt Petersburg ging. Dort absolvierte sie das Archäologische Institut, promovierte in Archäologie und befasste sich mit Ägyptologie. Parallel dazu studierte sie an der Sankt Petersburger Akademie der Künste, von der sie ein Diplom als freie Künstlerin erhielt.
Nach Abschluss ihrer Ausbildung hatte Natalena Korolewa Kunstausstellungen in Sankt Petersburg und Warschau. Anschließend ging sie als Schauspielerin an das französische St.-Michaels-Theater in Sankt Petersburg und schloss mit dem Pariser „Theater Gymnase“ einen Vertrag ab, welches danach in Petersburg tourte. Aufgrund ihres schlechten Gesundheitszustandes scheiterte jedoch, trotz Bühnenerfolges, ihre Theaterlaufbahn. Sie verließ das Theater, um zur Behandlung nach Transkaukasien zu gehen. 1908 reiste sie nach Westeuropa, wo sie sich weiter behandeln ließ und sich auf dem Gebiet der Kunst und Archäologie betätigte. Sie hielt sich während dieses Lebensabschnitts in Spanien, Frankreich, Italien und im Nahen Osten auf, wo sie sich an archäologischen Ausgrabungen unter anderem in Pompeji und Ägypten beteiligte. Außerdem trat sie in den Opernhäusern von Paris und Venedig auf, wo sie unter anderem den Part der Carmen in der Oper von Georges Bizet sang. Von 1909 an begann sie, in französischer Sprache, künstlerische Werke und wissenschaftliche Artikel in französischen literarischen und wissenschaftlichen Zeitschriften zu veröffentlichen,
sodass ihr der bekannte französische Schriftsteller Anatole France bereits eine große literarische Zukunft in Frankreich voraussagte.

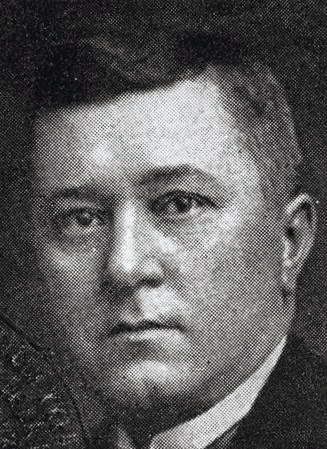
Natalenas Ehemann Wassyl Koroliw

Zu Beginn des Ersten Weltkrieges ging sie zu ihrem sterbenden Vater nach Kiew. Da aufgrund des Krieges die Grenzen geschlossen waren, engagierte sie sich nahezu drei Jahre beim Roten Kreuz als Krankenschwester bei der russischen Armee, wo sie mehrfach verwundet wurde und den militärischen Orden St.-Georg-Kreuz „Für Einsatz und Mut“ erhielt. Während des Krieges heiratete sie einen persischstämmigen Offizier der russischen Armee, der kurz nach der Hochzeit in Warschau starb. Daraufhin überführte sie seinen Leichnam nach Persien und kehrte nach Kiew zurück. Gemeinsam mit ihrer Stiefmutter ging sie zum Ende des Krieges nach Lwiw, wo ihre Stiefmutter starb. Von hier begab sich Natalena ins tschechoslowakische Prag, wo sie als Volksschullehrerin zu arbeiten begann und den ukrainischen Schriftsteller Wassyl Koroliw (Василь Костянтинович Королів; 1879–1941) traf, den sie bereits aus Kiew kannte. Nachdem die beiden geheiratet hatten, erwarben sie ein Haus am Stadtrand von Mělník nahe Prag, in dem sie bis an ihr Lebensende lebte.
Ab 1919 arbeitete Korolewa zeitweise als Übersetzerin in der diplomatischen Mission der Ukrainischen Volksrepublik in der Tschechoslowakei und stellte, auf Ersuchen des Bildungsministeriums, ein kleines tschechisch-ukrainisches Wörterbuch zusammen, das von Stepan Smal-Stozkyj herausgegeben wurde. Auf Anraten ihres Ehemannes begann sie in ukrainischer Sprache zu schreiben. Ihr erstes Werk in ukrainischer Sprache wurde am 15. Januar 1921 in der ukrainischen Wochenzeitung Will veröffentlicht. Ab Mitte der 1930er Jahre wurde sie durch ihre Bücher bekannt und beliebt. Zudem übersetzte sie Werke, unter anderem von Thomas von Kempen, ins Ukrainische. Sie starb 78-jährig in Mělník und wurde auf dem Friedhof Sv. Václav, nahe dem Grab ihres Mannes, bestattet.

## Veröffentlichungen (Auswahl)
- Во дні они (Wo dni ony), 1935
- „1313“, 1935
- Без коріння (Bes korinnja), 1936
- Інакший світ (Inakschyj swit), Kurzgeschichtensammlung, 1936
- Предок (Predok), 1937
- Сон тіні (Son tini), 1938
- Легенди старокиївські (Lehendy starokyjiwski), 1942/43
- Quid est veritas? 1961